# Río Epte
El río Epte es un río de Francia, un afluente por la derecha del río Sena. Nace en Serqueux, en el Pays de Bray, en el departamento de Sena Marítimo y desemboca en el Sena cerca de Vernon, en el límite entre Eure e Yvelines, tras un curso de 113 km. Su cuenca se extiende por 1.467 km².
Riega los departamentos franceses de Sena Marítimo, Oise, Valle del Oise, Yvelines y Eure. Su recorrido pasa por Gournay-en-Bray y Gisors.
Formaba parte de la frontera normanda con Francia (la moderna Île-de-France); actualmente del departamento de Eure con Oise, Valle del Oise e Yvelines.